# Mouchamps
Mouchamps é uma comuna francesa na região administrativa da Pays de la Loire, no departamento de Vendéia. Estende-se por uma área de 55 km². Em 2010 a comuna tinha 2 946 habitantes (densidade: 53,6 hab./km²).